# تخريج (خياطة)
التخريج في الخياطة قطعة صغيرة من القماش منفصلة أو جزء من قماش الملابس نفسها  وتستخدم لإنهاء حواف القماش. هذا يختلف عن الحاشية التي تطوي الحافة ببساطة؛ التخريج (أو يبدو أنه) طبقة أكثر قماش إضافية جوهرية تضاف إلى حواف الثوب. يضيف التخريج الدعم والقوة وتمنع التمدد، ويجعل الملابس تبدو أنيقة ذات درزات مخفية جيدًا داخل ثنايا التخريج. تستخدم التخريج في الغالب لإنهاء الحواف في خطوط العنق وفتحات الذراع والحواف والفتحات. وتستخدم في جميع أنواع الخياطة الأخر مثل الألحف ومواد الزينة المنزلي مثل حاشية الستائر.